# Shōta Kaneko
Shōta Kaneko (jap. 金子翔太 Kaneko Shōta; ur. 2 maja 1995 w prefekturze Tochigi) – japoński piłkarz występujący na pozycji napastnika.

## Kariera piłkarska
Od 2014 roku występował w Shimizu S-Pulse i Tochigi SC.